# Veny (catch)
Pour les articles homonymes, voir Veny.
Ne doit pas être confondu avec Asuka (catch).
Veny (ヴェニー, venī) (née le 27 octobre 1998 à Yokohama) est une catcheuse trans japonaise au véritable nom inconnu. Elle travaille actuellement pour diverses fédérations du circuit indépendant japonais. Elle est la première catcheuse trans notable et commence sa carrière à la Pro Wrestling Wave (en). Elle y remporte le championnat Regina di Wave (en) de cette fédération. Elle luttait également sous le pseudonyme Asuka (朱崇花). 

## Jeunesse
ASUKA souffre de dysphorie de genre  depuis l'enfance mais sa mère l'éduque comme un garçon. Elle apprend notamment plusieurs arts martiaux dont du judo et du kendo. Elle reçoit son diagnostic de dysphorie de genre à 16 ans.

## Carrière de catcheuse

### Pro Wrestling WAVE (2015-2018)
ASUKA s'entraîne au dojo de la Pro Wrestling Wave (en) (Wave) auprès d'Ayako Hamada,. Le 23 juillet 2015, la Wave publie un communiqué annonçant qu'une catcheuse  trans va faire ses débuts le 9 août prochain sous le nom de Shu Takahana. Ce jour-là, elle perd son premier combat face à Yuu Yamagata. Fin septembre, la Wave annonce les participantes pour le tournoi Dual Shock Wave Tag Team Tournament où ASUKA va faire équipe avec Yumi Ohka (en). Elles se font éliminer dès le premier tour par Misaki Ohata (en) et Ryo Mizunami. Le 31 octobre, la Wave annonce les participantes d'un tournoi pour désigner la challenger pour le championnat Regina di Wave (en) auquel va participer ASUKA. Elle s'y fait éliminer dès le premier tour le 8 novembre par Fairy Nihonbashi.
À la mi-avril 2016, la Wave annonce la liste des participantes pour le tournoi Catch the Wave où ASUKA fait partie du groupe orange. Elle ne se qualifie pas pour la phase finale de ce tournoi. Fin septembre, elle fait équipe avec Ayako Hamada et elles se font éliminer dès le premier tour du tournoi Dual Shock Wave Tag Team Tournament par Sawako Shimono et Yuu Yamagata.
Le 30 octobre 2017, la présidente de la Wave Fumiko Miko annonce l'organisation d'un tournoi pour désigner la  challenger pour le championnat Regina di Wave (en) auquel va participer ASUKA. Le 3 novembre, la Oz Academy (en) organise un spectacle pour célébrer la retraite de Manami Toyota. Ce jour-là, ASUKA est une des participantes d'un Gauntlet match et entre en 19e position pour affronter Toyota mais ne parvient pas à la vaincre. Le lendemain, le tournoi pour désigner la challenger pour le championnat Regina di Wave commence. ASUKA élimine au premier tour SAKI. Elle se fait sortir de ce tournoi en demi-finale le 15 novembre par Mio Momono. 
Le 24 février 2018, elle se qualifie pour la phase de groupe du tournoi Catch the WAVE en effectuant un tombé sur Nagisa Nozaki au cours d'un match à six,. Elle termine avant-dernière de son groupe avec trois points. Le 19 août durant le spectacle anniversaire de la Wave, elle remporte le championnat Regina di Wave (en) après sa victoire face à Takumi Iroha (en). Ce jour-là, elle devient la première catcheuse trans à devenir championne de catch. Dix jours plus tard, elle défend pour la première fois ce titre avec succès face à Miyuki Takase. Le 16 septembre, elle conserve sa ceinture en battant Hana Kimura. À la fin du mois de septembre, le tournoi Dual Shock Wave Tag Team Tournament commence et ASUKA fait équipe avec Kaori Yoneyama (en). Elles passent le premier tour en éliminant Hiroe Nagahama et Miyuki Takase (en) au premier tour le 28 septembre. Le 14 octobre, elles se retrouve face à Rin Kadokura (en) et Takumi Iroha et leur première confrontation se termine sur une égalité après 20 minutes de combat. Les deux équipes se retrouvent à nouveau face à face juste après la fin des 20 minutes  et elles se font éliminer du tournoi. ASUKA et Yoneyama parviennent néanmoins à remporter le match de la 3e place face à Hanako Nakamori (en) et Nagisa Nozaki (en). Son règne de championne prend fin le 15 décembre après sa défaite face à Ryo Mizunami (en),. Elle quitte cette fédération en fin d'année. 

### DDT Pro-Wrestling(2018-...)
En janvier 2019, ASUKA rejoint la DDT Pro-Wrestling (DDT). Elle y remporte le  championnat Ironman Heavymetalweight le 27 janvier en remportant une bataille royale. Son règne prend fin le 17 février au cours du spectacle célèbrant le 22e anniversaire de la DDT quand elle se fait éliminer d'une bataille royale Gauntlet par Kazuki Hirata.

## Vie privée
ASUKA fait son coming-out à l'âge de 16 ans. Elle prend uniquement un traitement hormonal et ne s'est pas fait poser de prothèses mammaires de peur qu'elles explosent à la suite d'un choc violent.

## Palmarès
- Dramatic Dream Team
  - 3 fois championne Ironman Heavymetalweight[28]
- Pro Wrestling Wave (en)
  - 1 fois championne Regina di Wave (en)[29]

## Récompenses des magazines
- Pro Wrestling Illustrated

| Année | 2021 | 2022 | 2023 | 2024 |
| ----- | ---- | ---- | ---- | ---- |
| Rang  | 56   | 84   | 50   | 85   |